# جاده ای۱۲۷
جاده ای۱۲۷ (به انگلیسی: A127 road) یکی از جاده‌های کشور انگلستان است.
این جاده از ناحیه رامفورد در شهرستان لندن شروع و در شهرک ساوتند-آن-سی در شهرستان اسکس به پایان می‌رسد، طول این جاده ۳۷٫۸ کیلومتر است.